# Synthetisch biologische schakeling

Het lac operon is een natuurlijke biologische schakeling waarop veel synthetische schakelingen zijn gebaseerd. Boven: onderdrukt, onder: actief.
1: RNA-polymerase, 2: repressor, 3: promotor, 4: operator, 5: lactose, 6: lacZ, 7: lacY, 8: lacA.

Synthetisch biologische schakelingen zijn een toepassing van synthetische biologie waarbij biologische delen binnen een cel zijn ontworpen om logische functies uit te voeren die lijken op die waargenomen in elektronische schakelingen. De toepassingen variëren van het simpelweg induceren van productie tot het toevoegen van een meetbaar element, zoals het groen fluorescent proteïne (GFP), aan een bestaand natuurlijk biologische schakeling, tot het implementeren van volledig nieuwe systemen met vele onderdelen.

Een ribosoom is een biologische machine voor de aanmaak van eiwitten

Het doel van synthetische biologie is het genereren van een reeks afstembare en gekarakteriseerde onderdelen, of modules, waarmee elk wenselijk synthetisch biologische schakeling eenvoudig kan worden ontworpen en geïmplementeerd. Deze schakelingen kunnen dienen als een methode om cellulaire functies te wijzigen, cellulaire reacties op omgevingsomstandigheden te creëren, of invloed op de cellulaire ontwikkeling uit te oefenen. Door rationele, controleerbare logische elementen in cellulaire systemen te implementeren, kunnen onderzoekers levende systemen gebruiken als ontworpen "moleculaire machines" voor het uitvoeren van een breed scala aan nuttige functies.

## Interesse gebied en doelen
Er bestaan zowel toepassingen op de korte als op de lange termijn voor het gebruik van synthetisch biologische schakelingen, waaronder verschillende toepassingen voor metabolische engineering en synthetische biologie. Tot de succesvolle demonstraties behoren onder meer de farmaceutische productie en de productie van brandstoffen . Methoden waarbij sprake is van directe genetische introductie zijn echter niet inherent effectief zonder een beroep te doen op de basisprincipes van synthetische cellulaire schakelingen. Elk van deze succesvolle systemen maakt bijvoorbeeld gebruik van een methode om alles-of-niets-inductie of -expressie te introduceren. Dit is een biologische schakeling waarin een eenvoudige repressor of promotor wordt geïntroduceerd om de vorming van het product of de remming van een concurrerende route te vergemakkelijken. Door het beperkte begrip van cellulaire netwerken en natuurlijke schakelingen wordt de implementatie van robuustere schema's met nauwkeurigere controle en terugkoppeling echter belemmerd. Daarin ligt de onmiddellijke interesse in synthetisch cellulaire schakelingen.
Ontwikkeling in het begrijpen van cellulaire schakelingen kan leiden tot opwindende nieuwe aanpassingen, zoals cellen die kunnen reageren op omgevingsstimuli. Er kunnen bijvoorbeeld cellen worden ontwikkeld die een giftige omgeving signaleren en reageren door routes te activeren die worden gebruikt om het waargenomen toxine af te breken. Om een dergelijke cel te ontwikkelen, is het noodzakelijk een complex synthetisch cellulaire schakeling te creëren dat op passende wijze op een bepaalde stimulus kan reageren.
Gegeven dat synthetisch cellulaire schakelingen een vorm van controle over cellulaire activiteiten vertegenwoordigen, kan worden geredeneerd dat met volledig begrip van cellulaire routes "plug and play"-cellen met goed gedefinieerde genetische schakelingen kunnen worden ontwikkeld. Er wordt algemeen aangenomen dat als er een goede gereedschapskist met onderdelen wordt gegenereerd,  synthetische cellen kunnen worden ontwikkeld die alleen de routes implementeren die nodig zijn voor celoverleving en -reproductie. Vanuit deze cel, die kan worden gezien als een minimale genoomcel, kunnen onderdelen uit de gereedschapskist worden toegevoegd om een goed gedefinieerd pad te creëren met geschikte synthetische schakelingen voor een effectief terugkoppelingsysteem. Vanwege de fundamentele basisconstructiemethode en de voorgestelde database van in kaart gebrachte schakelonderdelen, kunnen technieken die een afspiegeling zijn van de technieken die worden gebruikt om computer- of elektronische schakelingen te modelleren, worden gebruikt om cellen opnieuw te ontwerpen en cellen te modelleren voor eenvoudige probleemoplossing en voorspellend gedrag en opbrengsten.

## Voorbeeldschakelingen

### Oscillatoren
1. Repressilator
2. Afstembare synthetische oscillator van zoogdieren
3. Bacterieel afstembare synthetische oscillator
4. Gekoppelde bacteriële oscillator
5. Globaal gekoppelde bacteriële oscillator

Elowitz et al. en Fung et al. creëerde oscillerende schakelingen die meerdere zelfregulerende mechanismen gebruiken om een tijdsafhankelijke oscillatie van genproductexpressie te creëren.

### Bistabiele schakelaars
1. Tuimelschakelaar

Gardner et al. gebruikte wederzijdse repressie tussen twee controle-eenheden om een implementatie te creëren van een tuimelschakelaar die cellen op een bistabiele manier kan besturen: voorbijgaande stimuli die resulteren in aanhoudende reacties.

### Logische operatoren

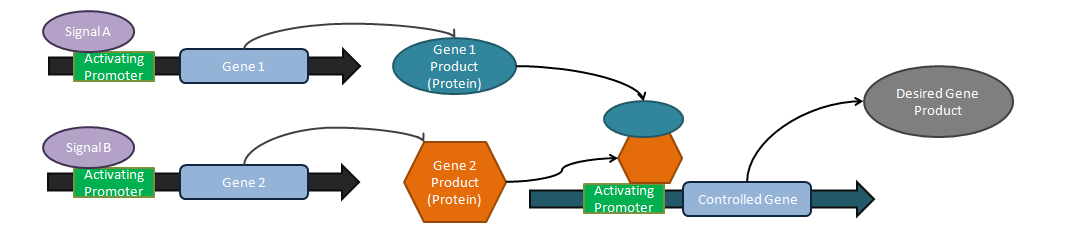
De logische AND-poort. Als Signaal A EN signaal B aanwezig zijn, zal het gewenste genproduct ontstaan. Alle getoonde promoters zijn induceerbaar en geactiveerd door het weergegeven genproduct. Elk signaal activeert de expressie van een afzonderlijk gen (weergegeven in lichtblauw). De tot expressie gebrachte eiwitten kunnen dan ofwel een compleet complex vormen in het cytosol, dat in staat is de expressie van de output te activeren (getoond), of kunnen afzonderlijk werken om expressie te induceren, zoals het afzonderlijk verwijderen van een remmend eiwit en het induceren van het activeren van de ongeremde promotor.

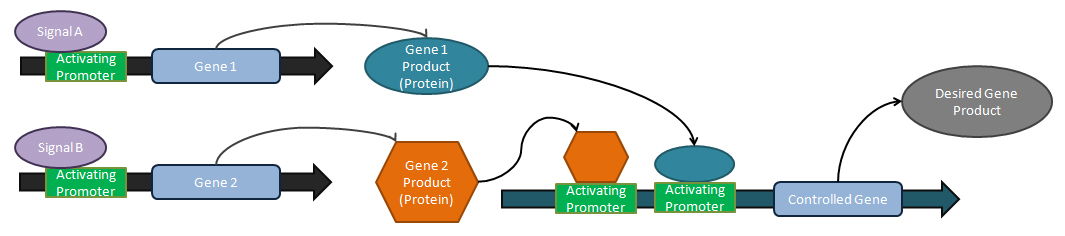
De logische OR-poort. Als signaal A OR (OF) signaal B aanwezig zijn, dan ontstaat het gewenste genproduct. Alle getoonde promoters zijn induceerbaar. Elk signaal is in staat de expressie van het outputgenproduct te activeren, en voor genexpressie is slechts de werking van een enkele promoter vereist. Post-transcriptionele regulatiemechanismen kunnen voorkomen dat de aanwezigheid van beide inputs een samengestelde hoge output produceert, zoals het implementeren van een lage bindingsaffiniteit aan de ribosoombindingsplaats.

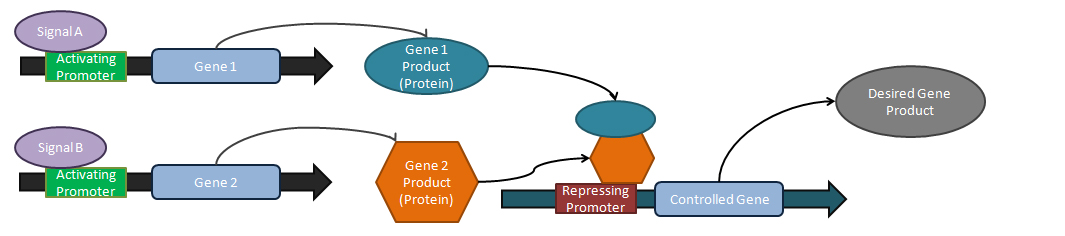
De logische NAND-poort. Als signaal A AND (EN) signaal B aanwezig zijn, dan zal het gewenste genproduct NIET resulteren. Alle getoonde promoters zijn induceerbaar. De activerende promotor voor het outputgen is constitutief en wordt dus niet getoond. De constitutieve promotor voor het outputgen houdt het "aan" en wordt alleen gedeactiveerd wanneer (vergelijkbaar met de EN-poort) een complex als resultaat van twee inputsignaalgenproducten de expressie van het outputgen blokkeert.

### Analoge tuners
Met behulp van terugkoppeling en identieke promoters kunnen lineariserende genschakelingen uniforme genexpressie opleggen die lineair afhangt van de extracellulaire chemische inductorconcentratie.

### Controllers van heterogeniteit van genexpressie
Synthetische genschakelingen kunnen de genexpressie controleren. De heterogeniteit kan onafhankelijk van het gemiddelde van de genexpressie worden gecontroleerd.

## Ontwerpen van een schakeling

Computer-ontwerp en evaluatie van DNA-schakelingen om optimale prestaties te bereiken

Recente ontwikkelingen op het gebied van kunstmatige gensynthese en de overeenkomstige toename van de concurrentie binnen de industrie hebben geleid tot een aanzienlijke daling van de prijs en de wachttijd voor gensynthese en hebben bijgedragen aan het verbeteren van de methoden die worden gebruikt bij het ontwerpen van schakelingen. Op dit moment verbetert het ontwerpen van schakelingen in een langzaam tempo vanwege onvoldoende organisatie van bekende meervoudige geninteracties en wiskundige modellen. Dit probleem wordt aangepakt door computer-aided design(CAD)-software toe te passen om multimediale representaties van schakelingen te bieden via afbeeldingen, tekst en programmeertaal toegepast op biologische schakelingen. Enkele van de meer bekende CAD-programma's zijn GenoCAD, Clotho framework en j5. GenoCAD maakt gebruik van grammatica, die ofwel open source ofwel door de gebruiker gegenereerde "regels" zijn, die de beschikbare genen en bekende geninteracties voor het klonen van organismen omvatten. Het Clotho-framework gebruikt de Biobrickstandaard-regels. (BioBrick-onderdelen zijn DNA-sequenties die voldoen aan een assemblagestandaard voor restrictie-enzymen.)

### Andere technische systemen
Technische systemen zijn het resultaat van de implementatie van combinaties van verschillende controlemechanismen. Een beperkt telmechanisme werd geïmplementeerd door een pulsgestuurde gencascade en toepassing van logische elementen maakt genetische "programmering" van cellen mogelijk, zoals in het onderzoek van Tabor et al., dat een lichtgevoelig bacterieranddetectieprogramma synthetiseerde.